# Austreberta

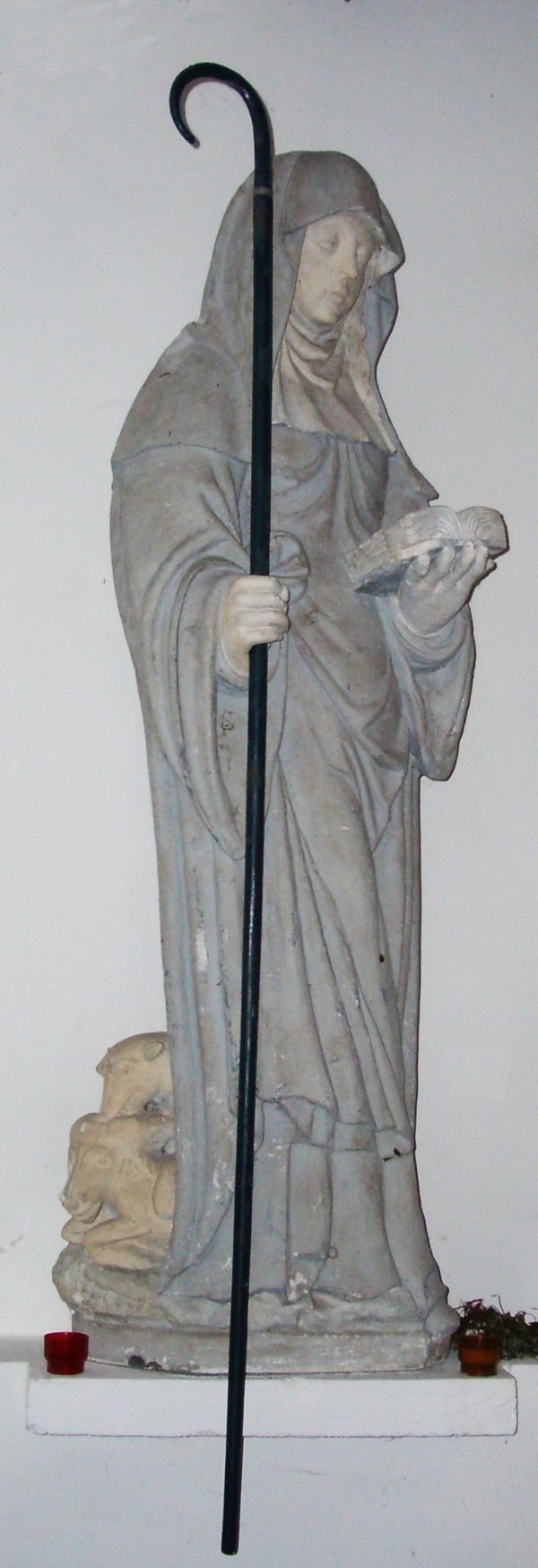
Statue der Heiligen

Austreberta, auch Austrebertha, Austreberthe oder Austreberthe von Pavilly (geboren wahrscheinlich 630 in Thérouanne; gestorben 10. Februar 704 in der Abtei von Pavilly), wird in der katholischen Kirche als wundertätige Heilige verehrt. Außerhalb der Normandie ist sie wenig bekannt. In Saint-Denis-le-Ferment im Département Eure erinnert eine Kapelle an sie, zu der am Pfingstmontag eine Wallfahrt stattfindet.
Austreberthe ist auch der Namen zweier Gemeinden, davon eine in der Haute-Normandie, die andere im Artois, und eines kleinen Flusses.

## Leben
Die Tochter von Badefrid, eines Gefolgsmanns der Könige aus dem Haus der Merowinger, und der alemannischen Prinzessin Framchildis, trat um 650 in das Kloster Ponthieu (Portus Icius, heute Port-le-Grand) ein. Um 662 wurde sie die erste Äbtissin des neu gegründeten Klosters Pavilly bei Rouen, das enge Verbindungen zur Abtei Jumièges pflegte. Ihre Reliquien wurden im 9. Jahrhundert nach Montreuil verbracht.

## Legende

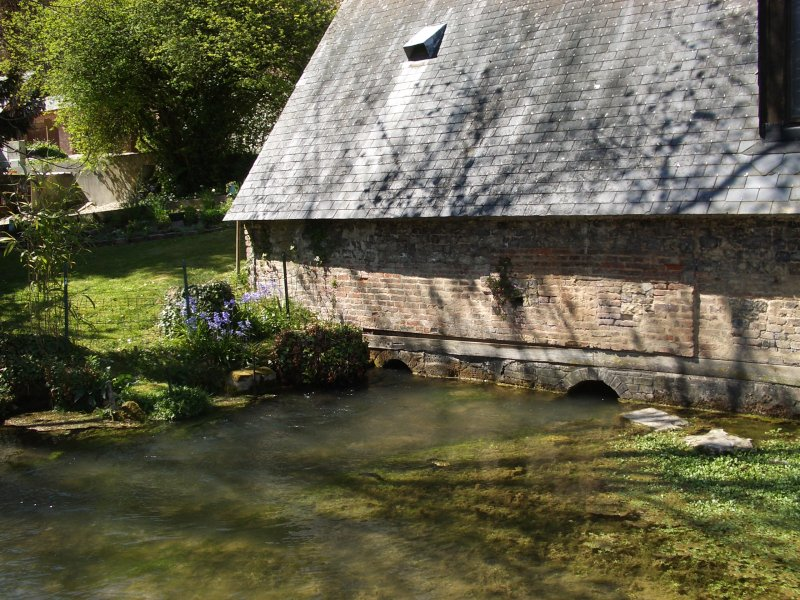
Kapelle und Quelle des Bachs Austreberthe

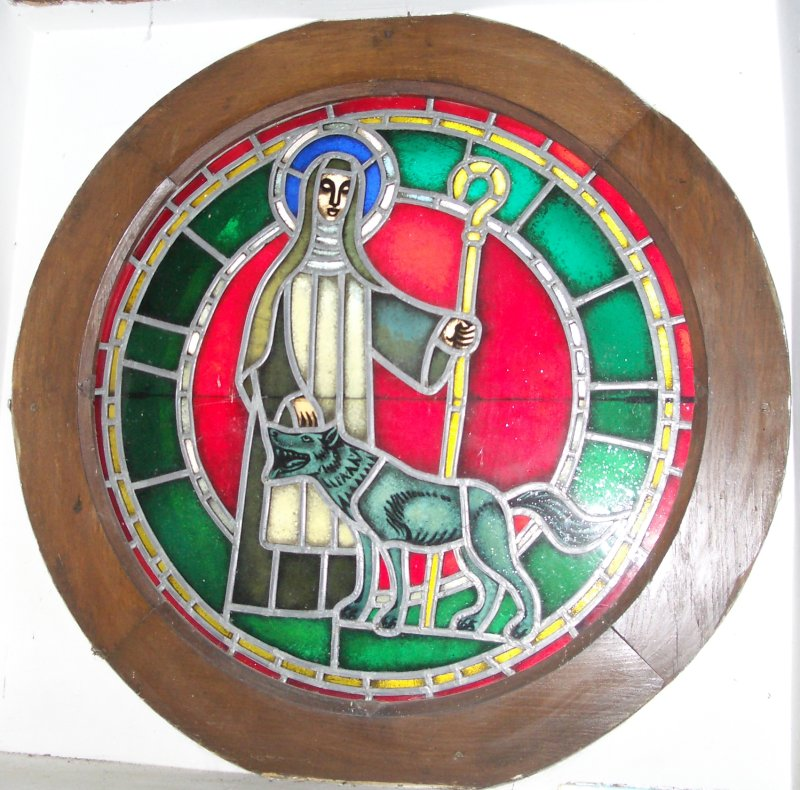
Kirchenfenster

Die Heilige und ihre Nonnen sollen die Sakristeiwäsche der wenige Meilen von Pavilly gelegenen Abtei Jumièges gewaschen und ein dressierter Esel soll diese alleine von einem Kloster zum anderen gebracht haben. Eines Tages soll ein Wolf den Esel verschlungen haben. Austreberta soll erschienen sein und dem Wolf befohlen haben, die Arbeit des Esels weiter zu verrichten; der Wolf sei dem forthin nachgekommen. Am Ort des Geschehens stand später die Eselseiche (Chène à l’âne). Das Wunder wird auf einem Glasfenster der Kapelle in Sainte-Austreberthe (Seine-Maritime) (oder Sainte-Austreberthe (Pas-de-Calais)) dargestellt.

## Gedenktag
Gedenktag ist der 10. Februar.